# سافت‌لندینگ لینوکس سیستم
سافت‌لندینگ لینوکس سیستم (به انگلیسی: Softlanding Linux System) (کوته‌نوشت انگلیسی: SLS) نخستین توزیع به معنای امروزی لینوکس بود. پیتر مک‌دونالد برای اولین بار با کنار هم قرار دادن هسته لینوکس و برنامه‌های پروژهٔ گنو، در کنار برنامه‌های همچون X Windows و TCP/IP در ۱۵ اوت ۱۹۹۲ میلادی اولین توزیع به معنای امروزی را عرضه کرد. این مجموعه برنامه‌ها همچنان بنیان اصلی توسعه توزیع‌های لینوکس را شکل می‌دهند.

هرچند ایرادات فراوان این توزیع با نظرات گوناگون کاربران همراه شد، اما SLS برای مدتی قریب به یکسال آشناترین توزیع لینوکس برای کاربران بود.
ضعف‌های فراوان SLS باعث تلاش علاقه‌مندان به رفع مشکلات این توزیع شد. بدین ترتیب پتریک وولکردینگ در زمستان ۹۲ مجموعهٔ از تغییرات را بر روی SLS در جهت رفع ایرادات، بهبود قابلیت‌ها و نیز تکمیل داکومنتری‌های ان اعمال نمود. با این حال عدم علاقه پیتر مک‌دونالد به استفاده از تغییرات وولکردینگ تا می ۱۹۹۳ باعث انتشار توزیع اسلکور، اولین توزیع به طور گسترده مورد استفاده قرار گرفته، که همچنین قدیمی‌ترین توزیع فعال لینوکس به شمار می‌آید، گشت.

در عین حال پیچیدگی‌ها بهبود SLS و تلاش‌های ناموفق یان مردوک در زمینه بهبود آن باعث جرقه ایجاد توزیعی از اسکراچ توسط وی گشت.
عدم توسعه مناسب و درخور نیاز کاربران توسط پیتر مک‌دونالد در SLS باعث مهاجرت کاربران به توزیع مشتق شده از آن، اسلکور (این اولین انشقاق در فضای لینوکس می‌باشد، که با انتقاد نیز روبرو شد) و پایان زودهنگام اولین توزیع در قالب امروزی عرضه شدهٔ لینوکس گشت.